# سوبریتیدا
سوبریتیدا (نام علمی: Suberitidae) نام یک تیره از رده اسفنج‌های شاخی است. آپتوس‌ها و سوبریتس، از اعضای این تیره هستند.